# Chotcza (gromada)
Chotcza (alt. Chotcza Józefów)– dawna gromada, czyli najmniejsza jednostka podziału terytorialnego Polskiej Rzeczypospolitej Ludowej w latach 1954–1972.
Gromady, z gromadzkimi radami narodowymi (GRN) jako organami władzy najniższego stopnia na wsi, funkcjonowały od reformy reorganizującej administrację wiejską przeprowadzonej jesienią 1954 do momentu ich zniesienia z dniem 1 stycznia 1973, tym samym wypierając organizację gminną w latach 1954–1972.
Gromadę Chotcza siedzibą GRN w Chotczy (Chotczy Józefów) utworzono – jako jedną z 8759 gromad na obszarze Polski – w powiecie iłżeckim w woj. kieleckim, na mocy uchwały nr 13k/54 WRN w Kielcach z dnia 29 września 1954. W skład jednostki weszły obszary dotychczasowych gromad Chotcza Dolna, Chotcza Górna, Chotcza Józefów, Gniazdów, Gustawów i Kijanka oraz wieś Chałupki z dotychczasowej gromady Jarentowskie Pole ze zniesionej gminy Chotcza w tymże powiecie oraz lasy państwowe nadleśnictwa Lipsko (oddziały Nr Nr 5–10). Dla gromady ustalono 16 członków gromadzkiej rady narodowej.
1 stycznia 1956 gromada weszła w skład nowo utworzonego powiatu lipskiego w tymże województwie.
31 grudnia 1961 do gromady Chotcza przyłączono wsie Baranów i Jarentowskie Pole oraz kolonię Dębiny ze zniesionej gromady Białobrzegi.
Gromada przetrwała do końca 1972 roku, czyli do kolejnej reformy gminnej. 1 stycznia 1973 w powiecie lipskim reaktywowano gminę Chotcza.